# Kappa Mikey
Kappa Mikey är en amerikansk animeserie som går på Nickelodeon sedan början av  2007. Serien är en mild parodi på japansk kultur.

## Handling
Mikey Simon är en amerikansk pojke som bor i Japan. Han är superhjälte i actionserien LilyMu, där hans artistnamn är Kappa Mikey. Tillsammans med sina vänner Lily, Mitzuki, Gonard och Guano löser de olika mysterier på sin fritid.